# Liste der Monuments historiques in Contré
Die Liste der Monuments historiques in Contré führt die Monuments historiques in der französischen Gemeinde Contré auf.

## Liste der Bauwerke
| Bezeichnung     | Beschreibung              | Standort | Kennzeichnung | Schutzstatus | Datum | Bild           |
| --------------- | ------------------------- | -------- | ------------- | ------------ | ----- | -------------- |
| Kirche St-Mesme | Erbaut im 12. Jahrhundert | (Lage)   | PA00104657    | Classé       | 1913  | weitere Bilder |

## Liste der Objekte
| Bezeichnung | Beschreibung                                                                        | Standort                      | Kennzeichnung | Schutzstatus | Datum | Bild |
| ----------- | ----------------------------------------------------------------------------------- | ----------------------------- | ------------- | ------------ | ----- | ---- |
| Glocke      | Bronze, 1605 gegossen                                                               | in der Kirche St-Mesme (Lage) | PM17000079    | Classé       | 1908  |      |
| Hochaltar   | Altar mit Tabernakel; Stein und Holz, farbig gefasst und vergoldet, 18. Jahrhundert | in der Kirche St-Mesme (Lage) | PM17001371    | Inscrit      | 1984  |      |